# Jack Swagger
Jack Swagger (Jacob Hager) ( født (3. december 1982 ), født i Perry, Oklahoma i USA,  er en amerikansk født bryder/ wrestler.
Swagger er dobbelt The All American American-wrestler , er 196 cm høj og vejer 115 kg.
Han er på kontrakt med Lucha underground under navnet The Savage Jake Strong 

## Titler
- To gange The All American American
- Finisher(s) Gutwrench Powerbomb
- ECW Heavyweight Champion
- World Heavyweight Champion